# Kang Haeng-Suk
Kang Haeng-Suk (en coreano: 강행숙) es una deportista surcoreana que compitió en bádminton. Ganó una medalla de bronce en el Campeonato Mundial de Bádminton de 1985 en la prueba de dobles.

## Palmarés internacional
| Campeonato Mundial | Campeonato Mundial | Campeonato Mundial | Campeonato Mundial |
| Año                | Lugar              | Medalla            | Prueba             |
| ------------------ | ------------------ | ------------------ | ------------------ |
| 1985               | Calgary (Canadá)   | Medalla de bronce  | Dobles             |